# Peng Shige

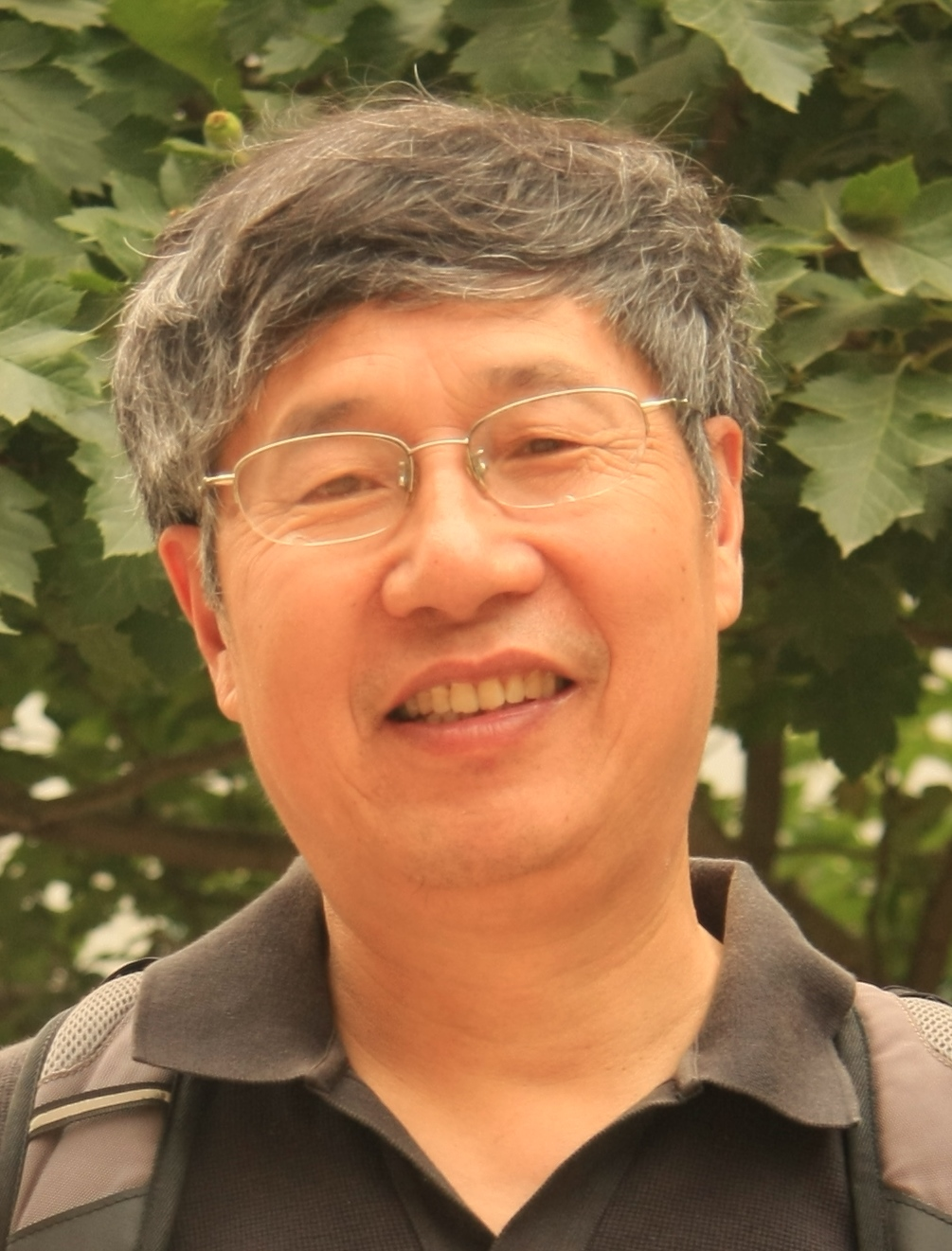
Peng Shige 2010

Peng Shige (chinesisch 彭实戈, Pinyin Péng Shígē; * 8. Dezember 1947 im Stadtbezirk Bincheng der Stadt Binzhou in der chinesischen Provinz Shandong) ist ein chinesischer Mathematiker, der sich insbesondere mit Finanzmathematik befasst.
Peng studierte zunächst 1971 bis 1974 Physik an der Universität Shandong. Ab 1978 arbeitete er dort am Mathematik-Institut. 1983 ging er nach Frankreich, wo er an der Universität Paris-Dauphine (Universität Paris IX) bei Alain Bensoussan 1985 sein Diplom machte (Thèse de 3ème Cycle) (Titel: Étude de Perturbations Singulières en Contrôle Optimal Déterministe) und 1986 an der Universität der Provence Aix-Marseille I promovierte (Etude de perturbations et d´ homogenisations des systemes stochastiques et des systemes periodiques). Als Post-Doc war er in China an der Fudan-Universität. 1989 wurde er Assistenzprofessor und 1991 wurde er Professor an der Universität Shandong, wo er 1999 zum Distinguished Professor of Ministry of Education ernannt wurde. 1992 erhielt er die Habilitation an der Universität der Provence. Er war unter anderem Gastprofessor an der Universität der Provence Aix-Marseille I, am Courant Institute of Mathematical Sciences of New York University (1987), an der Brown University und an der Universität Paris VI.
Peng verallgemeinerte das Maximumprinzip in der stochastischen  optimalen Kontrolltheorie. Er begründete mit Étienne Pardoux 1990 die Methode der Backward Stochastic Differential Equations (BSDE). Diese haben Anwendungen in der Finanzmathematik, beispielsweise lässt sich die Lösung der Black-Scholes-Gleichung als Lösung einer einfachen linearen BDSE interpretieren. In diesem Zusammenhang entwickelte er auch eine Theorie nichtlinearer Erwartungswerte mit Anwendungen in Versicherungsmathematik und Nationalökonomie.
2005 wurde er in die Chinesische Akademie der Wissenschaften aufgenommen. Er ist für einen Plenarvortrag auf dem ICM 2010 ausgewählt worden (Backward stochastic differential equations, nonlinear expectations and their applications).